# Кета (озеро)
Кета́ (Хита) — крупное пресноводное озеро в Красноярском крае, расположенное на плато Путорана.
Температура воды в озере достигает 12—17 градусов у поверхности и 3—4 в придонных слоях. Прозрачность воды высокая — до 11 метров. Западная часть ограничена каменными грядами. С октября по июль вода в озере замерзает.
В озере Кета обитает 15 видов рыб: озёрный голец, озёрная палия, голец Дрягина, сиг, хариус, ряпушка, пелядь, налим, щука, окунь, сибирский подкаменщик, гольян и другие.
В тёплый период на озере организуются рыболовно-сплавные туры.